# Paleta de Narmer

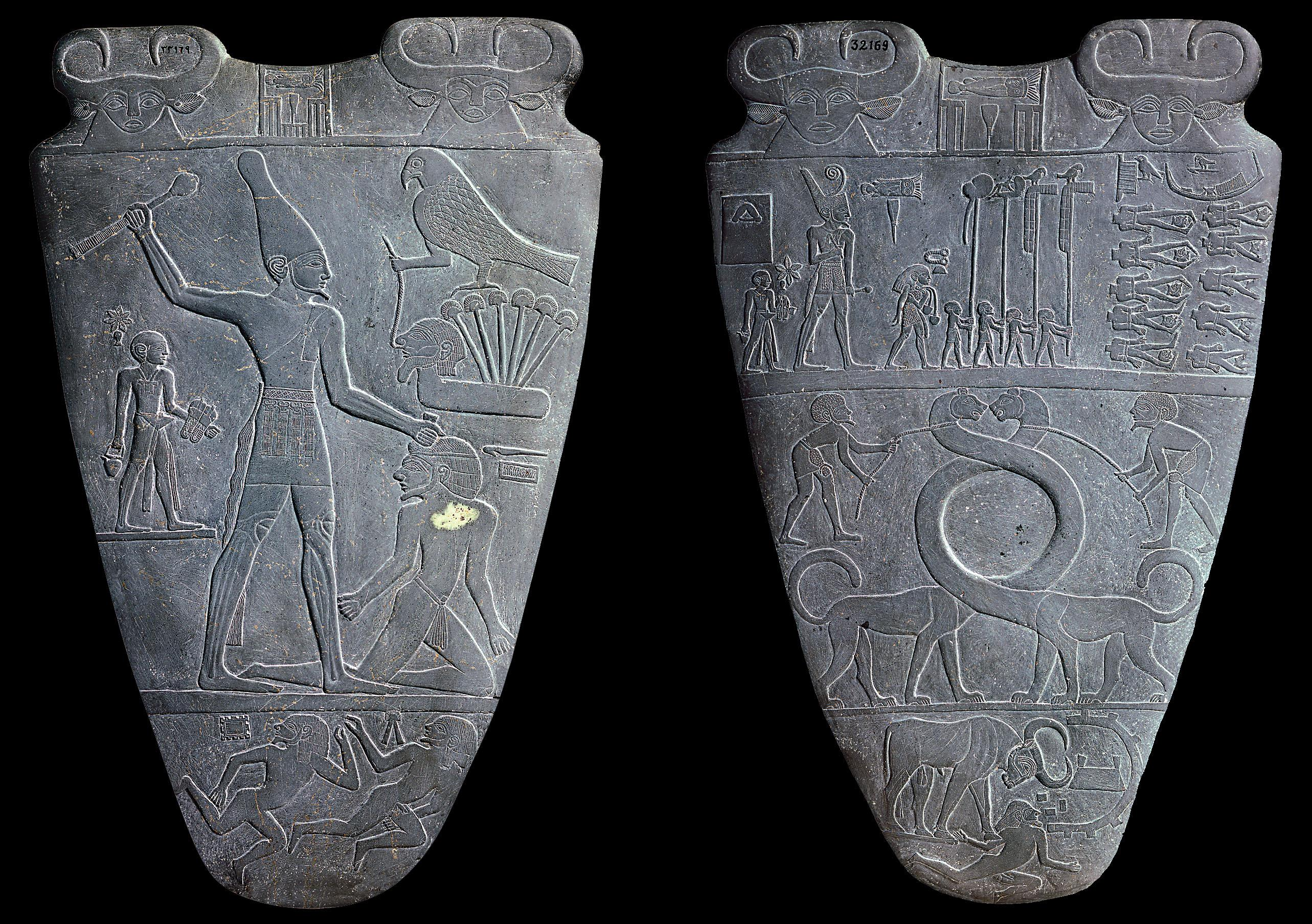
Ambas as faces da Paleta de Narmer.

A Paleta de Narmer é uma placa de siltito com 63.5 cm de altura, decorada em baixo-relevo, contendo uma inscrição com o nome do faraó Narmer, a quem se atribui a unificação do Alto e Baixo Egito. Ela foi encontrada pelos arqueólogos britânicos James E. Quibell e Frederick W. Green, no final do século XIX, em Hieracômpolis, na região do Alto Egito, no interior do que eles denominaram Depósito Principal das ruínas de um antigo templo de Hórus, durante as temporadas de escavação de 1897-1898. Datada de cerca de 3100 a.C., pertence formalmente à categoria de paletas para cosméticos, embora sua grande dimensão e peso sugiram um uso ritual ou votivo. Sua decoração em baixo-relevo é comumente interpretada como uma representação da unificação do Alto e Baixo Egito sob o faraó Narmer (possivelmente outro nome para Menés ou um antecessor seu), com alguns dos mais antigos hieróglifos actualmente conhecidos.
O facto de nela se encontrar registada uma figura histórica que pela primeira vez é identificada pelo nome torna-a numa importante peça não só do legado do antigo Egito como da história universal.

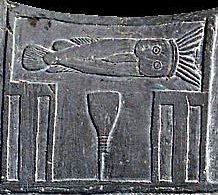
Detalhe da parte superior da Paleta, com o nome do faraó Narmer.

A peça sobreviveu até aos nossos dias em óptimas condições, encontrando-se actualmente no Museu do Cairo, Egito.

## Descrição
A placa, decorada em baixo-relevo de ambos os lados, é composta por uma única peça polida de siltito com 63.5 cm de altura e apresenta uma forma aproximada à de um escudo. O material havia sido identificado erroneamente como ardósia ou xisto.

O estudo da paleta não está isento de problemas e existem mesmo diferentes abordagens sobre qual seria a sua função. Mas a grande linha temporal que separa a criação da paleta da arte final do antigo Egito permite, no entanto, observar como muitas das características e elementos se repetem ao longo da sua história possibilitando uma melhor interpretação.

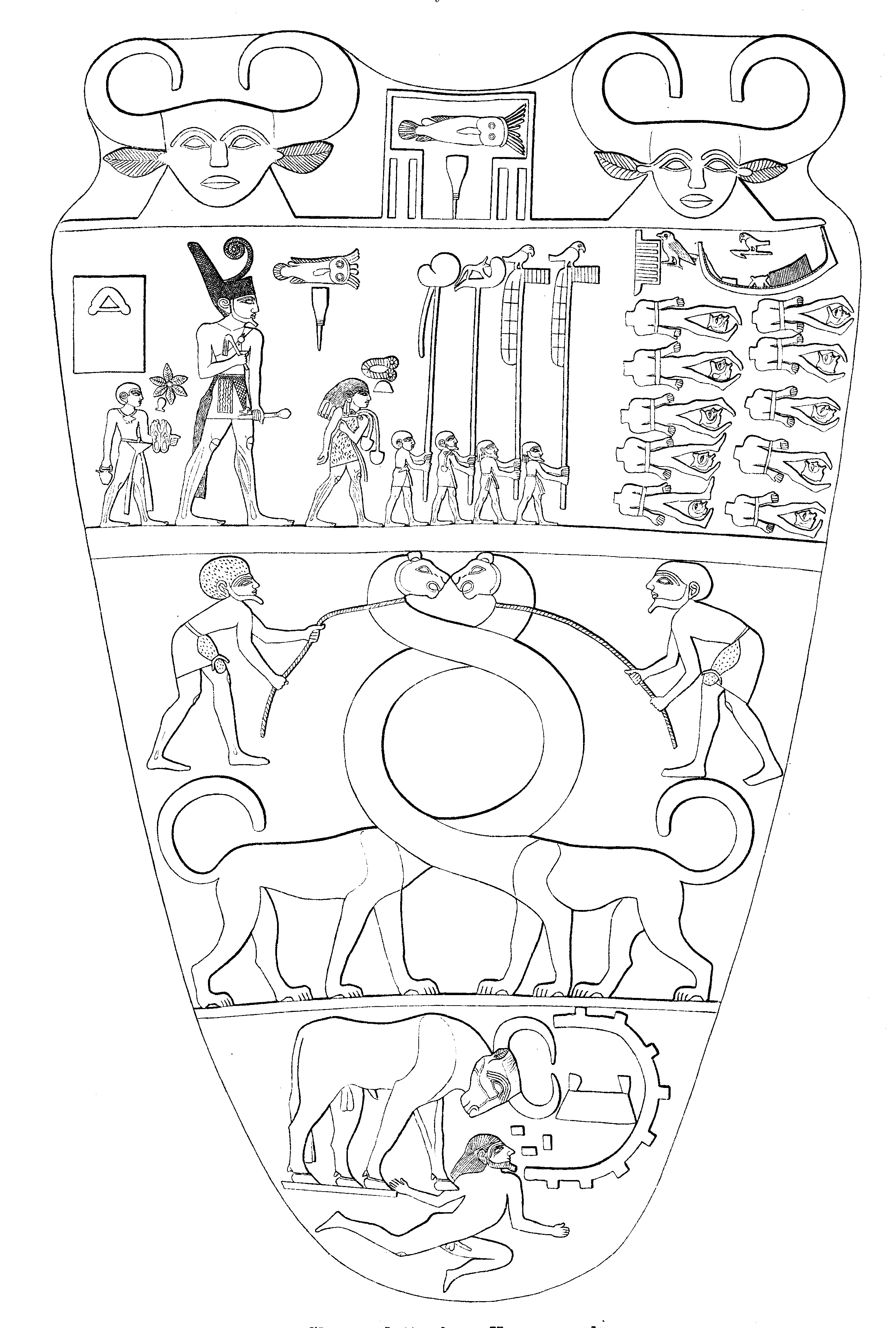
Desenho da face anterior da Paleta de Narmer.

### Face anterior
A face anterior encontra-se dividida em quatro níveis. O nível superior, o nível intermédio superior, o nível intermédio inferior e o nível inferior.
A zona superior, que termina numa forma recortada, é similar em ambos os lados e apresenta o nome do faraó (sereque, o antecessor do cartucho que possui o nome do faraó) inscrito entre duas cabeças bovinas (interpretações: vaca - como referência à deusa Hator ou boi – como referência à força do rei). Embora representadas frontalmente, já se pode observar o estilo de representação que caracteriza a arte egípcia das “grandes” dinastias.
A zona intermédia superior apresenta do lado esquerdo Narmer usando a coroa vermelha (deshert) do Baixo Egito, sendo ele a figura de maiores dimensões da composição. À esquerda do rei surge o seu portador das sandálias régias sob um símbolo retangular não identificado (o fato de Narmer se encontrar descalço reforça a ideia de que o acontecimento toma lugar num espaço sagrado ou da importante relação com a terra) e à sua direita uma figura (possivelmente um sacerdote) precedendo os porta-estandartes com símbolos da casa real ou das regiões do reino. Do lado direito deste nível encontra-se o destino desta procissão: uma fileira de dez cadáveres decapitados, possivelmente os derrotados da região conquistada. É importante referir que estas figuras são representadas como sendo vistas de cima, o que denota uma preocupação em escolher a vista que melhor se aplica a determinada situação. Os símbolos sobre esta representação podem significar o nome da nova província fundada.
A zona intermédia inferior apresenta dois serpopardos cujos pescoços se entrelaçam formando um círculo no centro da representação. Estes animais são domados por duas figuras totalmente representadas de lado (vista utilizada para figuras de menor importância) e crê-se simbolizarem a união entre o Alto e o Baixo Egito. A representação de pares simétricos de animais sendo domados pode ter sido adaptada da Mesopotâmia, talvez da iconografia Elamita. Contudo, no contexto egípcio, é possível que elas representem a unificação forçada das duas partes do Egito, que é um tema da arte e dos textos egípcios por todo o período faraônico. O círculo formado pelo pescoço dos serpopardos cria uma depressão que pode ser usada para esmagar maquiagem. Entretanto, por conta de sua dimensão e peso, talvez ela tenha assumido funções cerimoniais, tendo sido encontrada num depósito votivo dedicado a um antigo templo de Hórus em Hieracômpolis.
A zona inferior reforça uma vez mais a força do rei vencedor pela ilustração de um touro que domina uma figura a seus pés (bastante contorcida relativamente aos cânones egípcios posteriores de representação ) e uma muralha na zona superior.

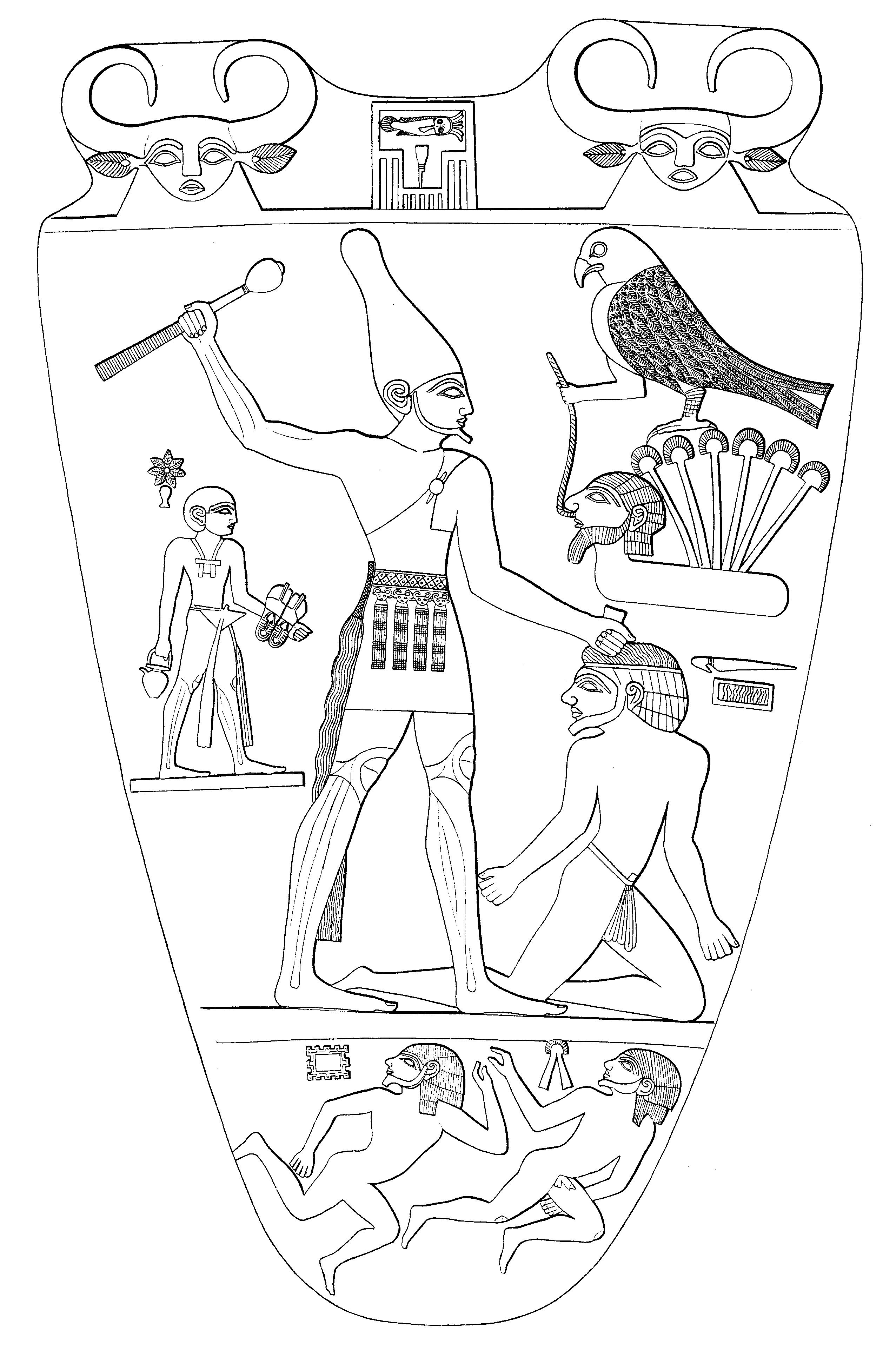
Desenho da face posterior da Paleta de Narmer.

### Face posterior
A face posterior encontra-se dividida em 3 níveis. O nível superior, o nível intermédio e o nível inferior.
A zona superior é idêntica à da face anterior.
A zona intermédia é a de maior destaque desta face e simboliza o poder e a vitória do faraó unificador, Narmer, que uma vez mais é representado como a figura de maiores dimensões e que usa, nesta cena, a coroa branca (hedjet) do Alto Egito e a cauda taurina, peça usada em acontecimentos solenes. Ajoelhado aos seus pés, do lado direito, está uma figura agarrada pelos cabelos simbolizando o inimigo e a derrota das regiões conquistadas. Ao lado esquerdo do rei, numa posição mais recolhida, está novamente o portador de sandálias. Do lado direito, sobre a cabeça da vítima, surge uma imagem compósita de significado ambíguo (o Deus-falcão Hórus segura uma corda ligada a uma cabeça na base de um conjunto de papiros onde pousa), estabelecendo a relação entre o faraó e o Deus como diferentes representações da mesma entidade.
A zona inferior apresenta duas figuras contorcidas, muito possivelmente representações do inimigo derrotado.

## Convenções
Esta peça tem sem dúvida muitas particularidades próprias do estágio artístico em que se encontra, mas possui também muitos dos elementos que permanecerão imutáveis ao longo de 3500 anos como convenções de representação.
De um modo geral pode-se dizer que a paleta apresenta já o estilo claro, racional e sintético que tanto caracteriza a arte egípcia posterior, a divisão do espaço em níveis horizontais bem demarcados, a representação imóvel e solene de um acontecimento importante descrito de modo simbólico (desproporções dimensionais entre figuras de acordo com a sua importância, por exemplo) e legendado por hieróglifos.
Também a representação humana se resume aqui a três possíveis pontos de observação destituídos de volume ou tridimensionalidade: de cima (no caso da fileira de cadáveres), de lado (no caso dos porta-estandartes) e de frente (no caso dos bovinos da zona superior). Na figura do faraó pode-se ver já a representação simultânea de dois pontos de vista diferentes, estilo que permanecerá ao longo da arte egípcia, a Lei da Frontalidade: cabeça e pernas vistas de lado, olhos e ombros vistos de frente.